# 李陞 (益王)
李陞（?—?），唐朝皇子，是唐僖宗的次子，生母不详。
光启元年（887年）十一月十四日，李陞被他父亲唐僖宗封为益王，其后史书中没有记载他的情况，薨年也不详。文德元年（888年），唐僖宗死后，由兄弟唐昭宗即位，而没有传给儿子。
　　